# Sepultus Est
Sepultus Est ist eine 2011 gegründete Funeral-Doom-Band.

## Geschichte
Die Band Sepultus Est wurde 2011 von dem Sänger, Keyboarder und Bassisten Christian Díaz Del Olmo alias „Lord Sepultus“ gegründet, nachdem er sich das Keyboardspielen inspiriert von Richard Clayderman angeeignet hatte. Anfangs trat er als Keyboarder und Sänger in Erscheinung, als Bassist trat er erstmals auf dem Album Omnes Ire ad Mortem in Erscheinung. Bis dahin agierte „Canabicus“ als Bassist, dieser programmierte hier erstmals den Drumcomputer, spielte Schlagzeug und Gitarre. Neben „Lord Sepultus“ und „Canabicus“ waren bis zu den Aufnahmen von Omnes Ire ad Mortem der Bassist „Crismat“, der Schlagzeuger „Josue“, die Gitarristen „Giussepe“ und Ricardo Vivas alias „Ricardoom“ sowie die Sängerin „Noelia“ beteiligt. Mit Omnes Ire ad Mortem wurde die Band jedoch zu einem Duo zusammengestaucht. „Lord Sepultus“ beschreibt die Duo-Konstellation als beste Variante der Band.
Die Band debütierte 2012 mit dem Album Apocalyptic Trumpets Act I im Selbstverlag, das 2015 via GS Productions erneut veröffentlicht wurde. Die Kooperation mit dem russischen Label behielt die Band langfristig bei und bescherte der Gruppe eine nationale wie internationale Aufmerksamkeit. So erschienen die Alben En el marmóreo laberinto donde sueñan los muertos 2016, Precipicios del atardecer 2016 und Omnes Ire ad Mortem 2017 sowie das Split-Album Ad Cenerem mit Until My Funerals Began und In Lacrimaes et Dolor 2020 über GS Productions.

## Stil
Die von Sepultus Est gespielte Musik wird dem Funeral Doom zugerechnet. Dabei verarbeitet die Band folkloristische sowie klassische Einflüsse mit einem besonderen Schwerpunkt auf den Einsatz des Keyboards. Als zentrales Element verweist „Lord Sepultus“ jedoch auf das Genre selbst, dem sich Sepultus Est seiner Aussage nach verpflichtet.

„FUNERAL DOOM METAL is the tomb that keeps my heart preserving through space-time. The philosophical, metaphysical or religious content is subordinated to the dark energy of this science-art.“

„Funeral Doom ist das Grab das sich mein Herz in der Raum-Zeit bewahrt. Der philosophische, metaphysische oder religiöse Inhalt ist der dunklen Energie dieser Wissenschaftskunst untergeordnet.“

Der Band wird ein breites musikalisches Repertoire, das dennoch stets auf den Funeral Doom zurückführt, attestiert, das auf Einflüsse aus Folk, Klassik und Metal zurückgreift. Die Musik sei „brutal, bedrückend, dicht, trostlos, furchterregend, todesverliebt, mit einer Atmosphäre allgegenwärtiger und abgestandener Grabfäule“. Die Atmosphäre variiere zwischen Horror und Verträumtheit, dabei fehle „es nicht an Melodie“. Dichte Riffs und Keyboardarrangements stünden hierbei im Vordergrund.

## Diskografie
- 2012: Apocalyptic Trumpets Act I (Album, Selbstverlag, 2015: GS Productions)
- 2016: En el marmóreo laberinto donde sueñan los muertos (Album, GS Productions)
- 2017: Precipicios del atardecer (Album, GS Productions)
- 2019: Omnes Ire ad Mortem (Album, GS Productions)
- 2020: Ad Cenerem (Split-Album mit Until My Funerals Began und In Lacrimaes et Dolor, GS Productions)